# Etichettatura di manutenzione

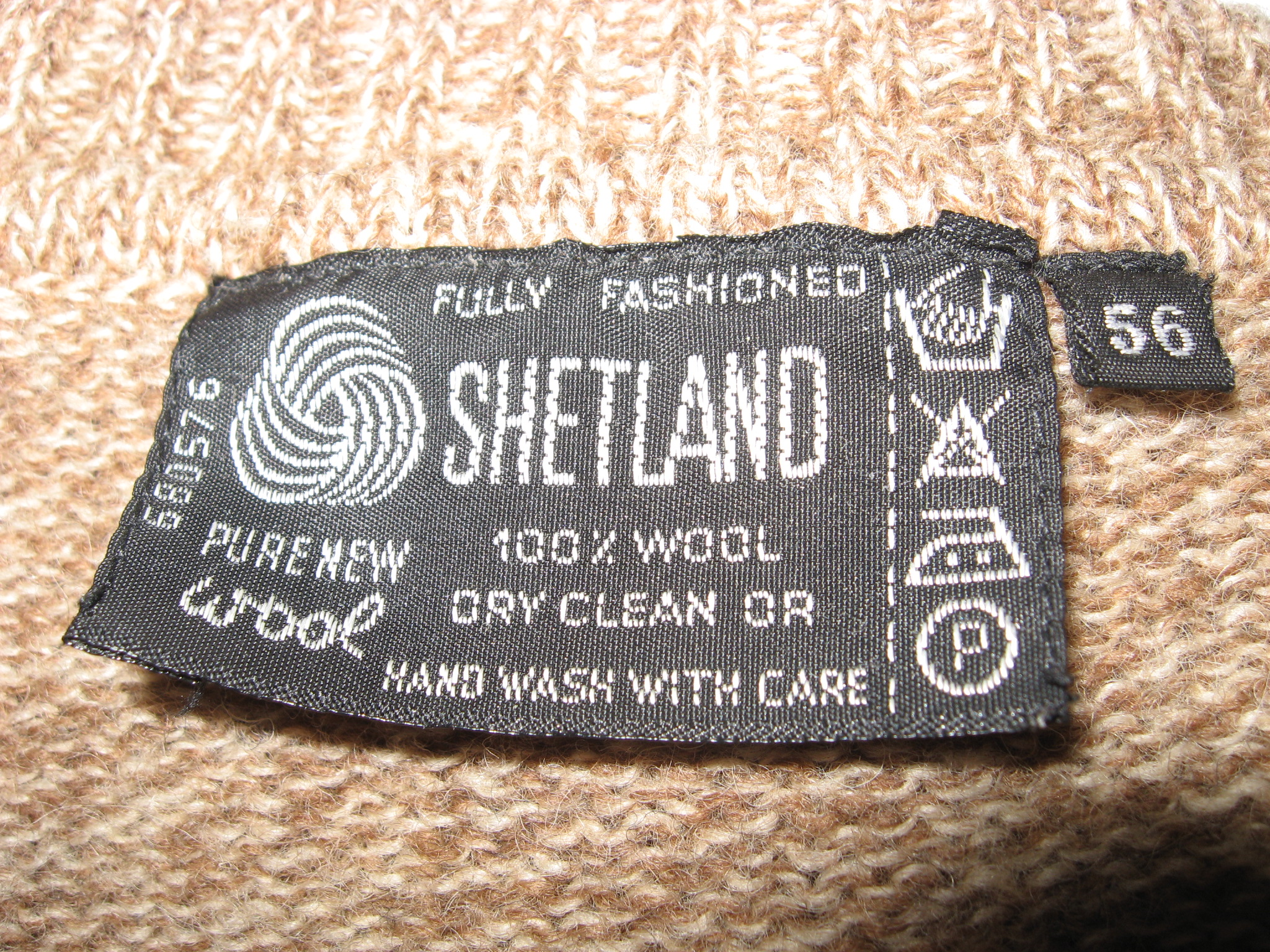
Etichetta con i simboli di manutenzione

L'etichettatura di manutenzione è una norma che regola le indicazioni sui prodotti tessili per fornire indicazioni al consumatore all'uso.
In particolare le istruzioni per la manutenzione sono indicate da simboli, in modo da essere comprensibili indipendentemente dalla lingua.
In Italia, l'etichettatura di manutenzione mediante segni grafici è stata recepita con la norma UNI EN 23758/94, versione ufficiale della norma Europea EN 23758/93 che recepiva la norma internazionale ISO 3758/91.
L'etichetta è composta da cinque simboli che sintetizzano i trattamenti a cui un tessuto può o non può essere sottoposto: lavaggio ad umido, candeggio con cloro, stiratura, lavaggio a secco, asciugatura.
Le etichette per la cura furono introdotte per la prima volta il 1 ° gennaio 1984, usando un linguaggio e simboli semplici. Successivamente, il 1 ° luglio 1997, le iscrizioni sulle etichette di cura furono rimosse e fu fatto solo l'uso di simboli. Istituito nel 1963, il lavoro di GINETEX sulle etichette per la cura è stato approvato dai paesi europei nel 1975.

## Significato dei simboli nelle etichette

### Lavare
| Simbolo | Significato                                |
| ------- | ------------------------------------------ |
|         | Lavare ad una temperatura massima di 30 °C |
|         | Lavare ad una temperatura massima di 40 °C |
|         | Lavare ad una temperatura massima di 50 °C |
|         | Lavare ad una temperatura massima di 60 °C |
|         | Lavare a mano                              |
|         | Non lavare                                 |

### Candeggiare
| Simbolo | Significato     |
| ------- | --------------- |
|         | Non candeggiare |

### Lavaggio professionale
| Simbolo | Significato        |
| ------- | ------------------ |
|         | Non lavare a secco |

### Stirare
| Simbolo | Significato                 |
| ------- | --------------------------- |
|         | Stirare a bassa temperatura |
|         | Stirare a media temperatura |
|         | Stirare ad alta temperatura |
|         | Non stirare                 |